# Erik Salkić
Erik Salkić (Postumia, 10 aprile 1987) è un ex calciatore sloveno, di ruolo difensore.

## Carriera

### Club

#### Koper
Inizia la sua carriera nel Koper, squadra di Capodistria, facendo il suo esordio nel calcio a 18 anni, il 30 luglio 2005, nella vittoria esterna per 2-1 contro il Maribor in campionato. Nella sua prima stagione da calciatore scende in campo in 4 occasioni.

#### Interblock Lubiana
A luglio 2006 passa all'Interblock, con cui debutta il 31 luglio in campionato nella sconfitta per 3-1 contro la sua ex squadra, il Koper. Il 10 marzo 2007 segna le sue prime reti in carriera, realizzando una doppietta nella sconfitta per 3-2 in trasferta contro il Gorica in Prva slovenska nogometna liga. Chiude la sua esperienza in rossonero dopo 3 annate nelle quali gioca 80 volte segnando 4 volte.

#### Olimpia Lubiana
Nell'estate 2009 si trasferisce in un altro club della capitale slovena, l'Olimpia Lubiana, esordendo il 18 luglio in casa alla prima giornata di campionato anche stavolta contro la sua ultima squadra, l'Interblock, perdendo per 3-1. Segna la sua prima rete invece l'ultima giornata, il 15 maggio 2010, quando realizza il 2-0 definitivo sul Drava Ptuj. Rimane 4 stagioni ottenendo un totale di 130 partite e 5 gol.

#### Arsenal Tula, Tabor Sezana e Kras Repen
Per la stagione 2013-2014 va a giocare in Russia, all'Arsenal Tula, in seconda serie. Debutta il 12 agosto 2013 nella vittoria interna per 1-0 sull'Ufa in campionato. Rescinde a febbraio 2014 dopo aver collezionato 8 presenze. Dopo essere rimasto svincolato per circa un anno, a febbraio 2015 firma con il Tabor Sežana in terza serie. In estate, infine, si trasferisce in Italia, al Kras Repen, squadra di Monrupino (TS), militante in Eccellenza.

### Nazionale
Tra 2007 e 2008 ha giocato 8 partite con l'Under-21 slovena, di cui 7 nelle qualificazioni all'Europeo 2009, la prima l'11 settembre 2007 nello 0-0 in trasferta contro la Lituania.

## Statistiche

### Presenze nei club
Statistiche aggiornate al 27 ottobre 2013.
| Stagione                  | Squadra                   | Campionato                | Campionato | Campionato | Coppe nazionali | Coppe nazionali | Coppe nazionali | Coppe continentali | Coppe continentali | Coppe continentali | Altre coppe | Altre coppe | Altre coppe | Totale | Totale | Totale |
| Stagione                  | Squadra                   | Comp                      | Pres       | Reti       | Comp            | Pres            | Reti            | Comp               | Pres               | Reti               | Comp        | Pres        | Reti        | Pres   | Reti   |        |
| ------------------------- | ------------------------- | ------------------------- | ---------- | ---------- | --------------- | --------------- | --------------- | ------------------ | ------------------ | ------------------ | ----------- | ----------- | ----------- | ------ | ------ | ------ |
| 2005-2006                 | Koper                     | PSNL                      | 4          | 0          | PNZS            | 0               | 0               | -                  | -                  | -                  | -           | -           | -           | 4      | 0      |        |
| 2006-2007                 | Interblock                | PSNL                      | 34         | 4          | PNZS            | 0               | 0               | -                  | -                  | -                  | -           | -           | -           | 34     | 4      |        |
| 2007-2008                 | Interblock                | PSNL                      | 33         | 0          | PNZS            | 0               | 0               | -                  | -                  | -                  | -           | -           | -           | 33     | 0      |        |
| 2008-2009                 | Interblock                | PSNL                      | 9          | 0          | PNZS            | 1               | 0               | CU                 | 3                  | 0                  | -           | -           | -           | 13     | 0      |        |
| Totale Interblock Lubiana | Totale Interblock Lubiana | Totale Interblock Lubiana | 76         | 4          | -               | 1               | 0               | -                  | 3                  | 0                  | -           | -           | -           | 80     | 4      |        |
| 2009-2010                 | Olimpia Lubiana           | PSNL                      | 33         | 1          | PNZS            | 1               | 0               | -                  | -                  | -                  | -           | -           | -           | 34     | 1      |        |
| 2010-2011                 | Olimpia Lubiana           | PSNL                      | 34         | 3          | PNZS            | 3               | 0               | UEL                | 2                  | 0                  | -           | -           | -           | 39     | 3      |        |
| 2011-2012                 | Olimpia Lubiana           | PSNL                      | 26         | 1          | PNZS            | 1               | 0               | UEL                | 5                  | 0                  | -           | -           | -           | 32     | 1      |        |
| 2012-2013                 | Olimpia Lubiana           | PSNL                      | 20         | 0          | PNZS            | 2               | 0               | UEL                | 3                  | 0                  | -           | -           | -           | 25     | 0      |        |
| Totale Olimpia Lubiana    | Totale Olimpia Lubiana    | Totale Olimpia Lubiana    | 113        | 5          | -               | 7               | 0               | -                  | 10                 | 0                  | -           | -           | -           | 130    | 5      |        |
| 2013-2014                 | Arsenal Tula              | PFNL                      | 7          | 0          | KR              | 1               | 0               | -                  | -                  | -                  | -           | -           | -           | 8      | 0      |        |
| 2014-2015                 | Tabor Sežana              | TSNL                      | ?          | ?          | PNZS            | ?               | ?               | -                  | -                  | -                  | -           | -           | -           | ?      | ?      |        |
| 2015-2016                 | Kras Repen                | E                         | ?          | ?          | CIDFVG          | ?               | ?               | -                  | -                  | -                  | -           | -           | -           | ?      | ?      |        |
| 2016-2017                 | Kras Repen                | E                         | ?          | ?          | CIDFVG          | ?               | ?               | -                  | -                  | -                  | -           | -           | -           | ?      | ?      |        |
| Totale Kras Repen         | Totale Kras Repen         | Totale Kras Repen         | ?          | ?          | -               | ?               | ?               | -                  | -                  | -                  | -           | -           | -           | ?      | ?      |        |
| Totale carriera           | Totale carriera           | Totale carriera           | 200        | 9          | -               | 9               | 0               | -                  | 13                 | 0                  | -           | -           | -           | 222    | 9      |        |

### Cronologia presenze e reti in Nazionale
| Cronologia completa delle presenze e delle reti in nazionale ― Slovenia under 21 | Cronologia completa delle presenze e delle reti in nazionale ― Slovenia under 21 | Cronologia completa delle presenze e delle reti in nazionale ― Slovenia under 21 | Cronologia completa delle presenze e delle reti in nazionale ― Slovenia under 21 | Cronologia completa delle presenze e delle reti in nazionale ― Slovenia under 21 | Cronologia completa delle presenze e delle reti in nazionale ― Slovenia under 21 | Cronologia completa delle presenze e delle reti in nazionale ― Slovenia under 21 | Cronologia completa delle presenze e delle reti in nazionale ― Slovenia under 21 |
| Data                                                                             | Città                                                                            | In casa                                                                          | Risultato                                                                        | Ospiti                                                                           | Competizione                                                                     | Reti                                                                             | Note                                                                             |
| -------------------------------------------------------------------------------- | -------------------------------------------------------------------------------- | -------------------------------------------------------------------------------- | -------------------------------------------------------------------------------- | -------------------------------------------------------------------------------- | -------------------------------------------------------------------------------- | -------------------------------------------------------------------------------- | -------------------------------------------------------------------------------- |
| 11-9-2007                                                                        | Marijampolė                                                                      | Lituania under 21                                                                | 0 – 0                                                                            | Slovenia under 21                                                                | Qual. Europeo Under-21 2009                                                      | -                                                                                |                                                                                  |
| 13-10-2007                                                                       | Lahti                                                                            | Finlandia under 21                                                               | 1 – 0                                                                            | Slovenia under 21                                                                | Qual. Europeo Under-21 2009                                                      | -                                                                                |                                                                                  |
| 16-10-2007                                                                       | Domžale                                                                          | Slovenia under 21                                                                | 1 – 3                                                                            | Danimarca under 21                                                               | Qual. Europeo Under-21 2009                                                      | -                                                                                |                                                                                  |
| 17-11-2007                                                                       | Nova Gorica                                                                      | Slovenia under 21                                                                | 0 – 4                                                                            | Scozia under 21                                                                  | Qual. Europeo Under-21 2009                                                      | -                                                                                |                                                                                  |
| 20-11-2007                                                                       | Aalborg                                                                          | Danimarca under 21                                                               | 1 – 0                                                                            | Slovenia under 21                                                                | Qual. Europeo Under-21 2009                                                      | -                                                                                |                                                                                  |
| 19-8-2008                                                                        | Kingston upon Hull                                                               | Inghilterra under 21                                                             | 2 – 1                                                                            | Slovenia under 21                                                                | Amichevole                                                                       | -                                                                                | 62’                                                                              |
| 4-9-2008                                                                         | Falkirk                                                                          | Scozia under 21                                                                  | 3 – 1                                                                            | Slovenia under 21                                                                | Qual. Europeo Under-21 2009                                                      | -                                                                                |                                                                                  |
| 9-9-2008                                                                         | Velenje                                                                          | Slovenia under 21                                                                | 0 – 0                                                                            | Finlandia under 21                                                               | Qual. Europeo Under-21 2009                                                      | -                                                                                | 36’                                                                              |
| Totale                                                                           |                                                                                  | Presenze                                                                         | 8                                                                                |                                                                                  | Reti                                                                             | 0                                                                                |                                                                                  |